# Lucas Till
Lucas Daniel Till (Fort Hood, Texas, 1990. augusztus 10. –) amerikai színész és modell.

## Élete és pályafutása
1990-ben született a Texas állambeli Fort Hoodban, édesapja az Amerikai Egyesült Államok haderejének alezredese. Ifjúkora legnagyobb részét Atlantában töltötte. Kiskamasz volt, amikor a szüleinek feltűnt kitűnő karakterutánzó képessége. 
Pályája kezdetén reklámokban szerepelt, majd pár év múlva, 13 évesen Hollywoodban találta magát. 2003-ban megkapta első szerepét a Kristen McGary rendezte Ociee Nash kalandjai című drámában, amelyben Harry Vanderbilt karakterét formálta meg. Első jelentősebb szerepét A nyughatatlan című életrajzi filmben játszotta, ahol Johnny Cash bátyját, az ifjú Jacket alakította. 2009-ben megkapta Travis Brody szerepét a Hannah Montana – A film című családi filmben, majd Jonathan Liebesman rendező 2010-es A Föld inváziója – Csata: Los Angeles sci-fijében Scott Grayston tizedest játszotta.
Alex Summers – más néven Plazma – szerepében tűnt fel az X-Men filmekben, először az X-Men: Az elsők (2011), majd az X-Men: Az eljövendő múlt napjai (2014) – egy rövid jelenet erejéig –, végül 2016-ban az X-Men: Apokalipszis című részekben. A CBS televíziótársaság újrakezdte forgatni az 1980-as évek egyik legnépszerűbb akciósorozatát, a MacGyvert, melyben a fiatalon kémmé váló Angus „Mac” MacGyvert alakította 2016-tól öt évadon át.

## Filmográfia

### Film
| Év   | Magyar cím                            | Eredeti cím                                  | Szerep                 | Magyar hang   |
| ---- | ------------------------------------- | -------------------------------------------- | ---------------------- | ------------- |
| 2003 | Ociee Nash kalandjai                  | The Adventures of Ociee Nash                 | Harry Vanderbilt       |               |
| 2003 |                                       | The Lovesong of Edwerd J. Robble (rövidfilm) | Michael                |               |
| 2004 |                                       | Pee Shy (rövidfilm)                          | Chad                   |               |
| 2004 |                                       | Lightning Bug                                | Jay Graves             |               |
| 2005 | A nyughatatlan                        | Walk the Line                                | Jack Cash fiatalon     | Jelinek Márk  |
| 2006 |                                       | The Other Side                               | Samuel North fiatalon  |               |
| 2008 |                                       | Dance of the Dead                            | Jensen                 |               |
| 2009 |                                       | Laid to Rest                                 | Store Clerk fiatalon   |               |
| 2009 | Hannah Montana – A film               | Hannah Montana – The Movie                   | Travis Brody           | Czető Roland  |
| 2009 |                                       | The Lost & Found Family                      | Justin                 |               |
| 2010 | Kém a szomszédban                     | The Spy Next Door                            | Larry                  | Hamvas Dániel |
| 2011 | A Föld inváziója – Csata: Los Angeles | Battle Los Angeles                           | Scott Grayston tizedes | Pál Tamás     |
| 2011 | X-Men: Az elsők                       | X: First Class                               | Alex Summers / Plazma  | Czető Roland  |
| 2011 |                                       | All Superheroes Must Die                     | Cutthroat / Ben        |               |
| 2013 | Vonzások                              | Stoker                                       | Chris Pitts            | Berkes Bence  |
| 2013 | Összetörve                            | Crush                                        | Scott Norris           | Kenéz Ágoston |
| 2013 |                                       | Wet and Reckless                             | Toby ’Dollars’         |               |
| 2013 | Paranoia                              | Paranoia                                     | Kevin                  | Hamvas Dániel |
| 2014 |                                       | Dark Hearts                                  | Sam                    |               |
| 2014 | X-Men: Az eljövendő múlt napjai       | X-Men: Days of Future Past                   | Alex Summers / Plazma  | Czető Roland  |
| 2014 |                                       | Sins of Our Youth                            | Tyler                  |               |
| 2014 |                                       | Kristy                                       | Aaron                  |               |
| 2014 | Farkasok                              | Wolves                                       | Cayden Richards        | Czető Roland  |
| 2015 | Bátrak városa                         | Strings                                      | Josh Harvest           | Jakab Márk    |
| 2015 |                                       | The Curse of Downers Grove                   | Bobby                  |               |
| 2016 | X-Men: Apokalipszis                   | X-Men: Apocalypse                            | Alex Summers / Plazma  | Czető Roland  |
| 2016 | Elzárva a világ elől                  | The Disappointments Room                     | Ben Philips Jr.        | Czető Roland  |
| 2016 | Monster Trucks – Szörnyverdák         | Monster Trucks                               | Tripp Coley            | Czető Roland  |
| 2020 |                                       | Son of the South                             | Bob Zellner            |               |
| 2023 |                                       | Spectrum                                     | Connor                 |               |
| 2023 |                                       | The Collective                               | Sam Alexander          |               |

### Televízió
| Év        | Magyar cím        | Eredeti cím                 | Szerep                   | Megjegyzések                                          |
| --------- | ----------------- | --------------------------- | ------------------------ | ----------------------------------------------------- |
| 2006      | Vádak csapdájában | Not Like Everyone Else      | Kyle Kenney              | tévéfilm                                              |
| 2008      | Doktor House      | House M.D.                  | Simon                    | - 1 epizód - magyar hangja:[forrás?] - Szalay Csongor |
| 2009      | A médium          | Medium                      | Adam Mankowitz           | 1 epizód                                              |
| 2009      |                   | Fear Clinic                 | Brett                    | 2 epizód                                              |
| 2010      |                   | Blue Mountain State         | Golden Arm / Matt Parker | 1 epizód                                              |
| 2016–2021 | MacGyver          | MacGyver                    | Angus MacGyver           | - főszereplő - magyar hangja: - Czető Roland          |
| 2017      |                   | Michael Jackson’s Halloween | Vincent (hangja)         | különkiadás                                           |

### Videóklipek
| Év   | Előadó       | Cím                  |
| ---- | ------------ | -------------------- |
| 2009 | Taylor Swift | "You Belong with Me" |
| 2009 | Miley Cyrus  | "The Climb"          |